# Styraconyx testudo
Styraconyx testudo is een soort in de taxonomische indeling van de beerdiertjes (Tardigrada). 
Het diertje behoort tot het geslacht Styraconyx en behoort tot de familie Halechiniscidae. De wetenschappelijke naam van de soort werd voor het eerst geldig gepubliceerd in 1984 door D'Addabbo Gallo, Grimaldi de Zio &  Morone de Lucia.